# آرمنتو
آرمنتو (به ایتالیایی: Armento) یک کومونه در ایتالیا است که در استان پوتنزا واقع شده‌است.

## خصوصیات
آرمنتو ۵۸٫۵ کیلومترمربع مساحت و ۷۲۱ نفر جمعیت دارد و ۷۱۰ متر بالاتر از سطح دریا واقع شده‌است.